# El Cafetal, Juan Rodríguez Clara
El Cafetal är en ort i Mexiko.   Den ligger i kommunen Juan Rodríguez Clara och delstaten Veracruz, i den sydöstra delen av landet, 400 km öster om huvudstaden Mexico City. El Cafetal ligger 127 meter över havet och antalet invånare är 273.
Terrängen runt El Cafetal är platt. Runt El Cafetal är det ganska glesbefolkat, med 27 invånare per kvadratkilometer. Närmaste större samhälle är Juan Rodríguez Clara, 11,4 km nordost om El Cafetal. Trakten runt El Cafetal består till största delen av jordbruksmark.